# ホ・ヨンセン
ホ・ヨンセン（Heo YoungSaeng、1986年11月3日 - ）は、韓国の男性歌手。アイドルグループSS501のメンバー。

## 人物
- 全羅北道高敞郡出身
- 京畿道広州郡（現：広州市）生まれ
- 身長：178cm
- 体重：63kg
- 血液型：O型
- 家族構成：父、母
- キリスト教徒
- ソウル特別市現代高校卒業
- 上記の全羅北道高敞郡、京畿道広州市以外に、仁川広域市、江原道春川市にも住んでいた。
- 元SMエンタテインメント練習生。
- SUPER JUNIORのシウォンと仲が良い。
- 東方神起のジェジュン、ユノとも仲が良く、ジェジュンとは一時同じ宿舎で暮らしていた。
- よく聴く音楽はブライアン・マックナイト、X JAPAN、ZARD。
- ソ・テジ、神話のイ・ミヌを尊敬している。
- 子供の頃から歌手になるのが夢だった。
- 2006年3月にポリープの除去手術を行った。
- 2006年6月からSBS (韓国) FMラジオ｢SS501のヤングストリート｣の正式DJを務めていたが、喉の調子が悪化した為、同年8月末DJを降板した。
- 趣味はバスケットボール、野球、サッカー。
- 特技はダンス、ピアノ。ピアノはYiruma作曲の「Kiss The Rain」を弾きたいと思い、独学で練習し弾けるようになった。
- 愛称は「スダル（カワウソの意）」。マンガの「ぼのぼの」に似ているので本当は「ヘダル（ラッコ）」になるはずだが、言い間違いがそのまま広まった。メンバーはヨンセンの事を「スダル」と言いながらも「ヘダル」のジェスチャーをしている。
- スペシャルユニットDouble S 301ではリーダーを務める（3人のうち一番年長のため）。
- 公式プロフィールでは体重63Kgだが、2010年2月1日現在の体重は違う（2010年2月1日現在の体重は不明）。
- 2010年7月16日、近視のためレーシック手術を受けた。
- 2010年6月4日DSPメディア契約満了後、キム・ギュジョンと共にB2M Entertainmentに移籍する。
- 2011年4月28日ソロデビューカムバック予定だったが、同年4月19日夜、練習室にてタイトル曲の振り付け練習中に手を負傷。手の甲骨折と靭帯断裂により全治4～5週間と診断され、ソロデビューカムバックは延期となり、同年5月12日にミニアルバム「LET IT GO」でソロデビューカムバックする。
- 2011年11月3日～同年12月18日（ヨンセンの出演は2011年11月15日～同年12月16日）ミュージカル「삼총사（サムチョンサ：三銃士）」ダルタニャン役でミュージカルデビューする。
- 2012年2月27日～（ヨンセンの出演は同年3月29日から）KBS2선녀가 필요해（ソンニョガピリョヘ：天女が必要だ）歌手ホ・ヨンセン役（歌手としての芸名は카키：カキ）で俳優デビューする。
- 2013年10月31日入隊。陸軍論山訓練所（忠清南道論山市）に入所。4週間の基礎軍事訓練後、ソウル警察広報団に配属。警察広報団団員として21ヶ月間服務する。2015年7月30日転役。
- 2015年7月30日 、CI ENTに移籍する。
- 2017年11月13日、KQ ENTERTAINMENTに移籍する。

## ソロ

### 日本
シングル

- はじめて見る空だった（2007年8月 Kokoro 〈初回限定盤 ヨンセン Version〉）

アルバム
- Over joyed（2012年9月19日）
- 想い出を君に（2013年7月3日）

### 韓国
- 사랑인거죠（2008年11月 U R Man）
- 이름없는 기억（2009年6月 COLLECTION）
- 눈물을 지워가（2009年6月～放送 MBC 「친구 우리들의 전설（チング 俺たちの伝説）OST」
- 사랑해요..미안해요...（2009年12月～放送 SBS 크리스마스에 눈이 올까요?（クリスマスに雪が降りますか？）OST」）
- 슬픈 노래는（2011年8月～放送 SBS 보스를 지켜라（ボスを守れ）OST」）
- 입술에 맺힌 말（2012年放送 발효가족（発酵家族）OST」）

## ソロミニアルバム

### 韓国
- LET IT GO（2011年5月12日）
- Crying（2012年5月23日）
- LIFE（2013年3月14日）
- She（2013年10月16日）

## 楽曲提供

### 韓国
- 사랑인거죠（作詞・作曲 2008年11月 U R Man）
- 이름없는 기억（作詞 2009年6月 COLLECTION）
- 영원토록（作詞 2010年5月 DESTINATION）
- OUT THE CLUB（作詞 2011年5月 LET IT GO）
- RAINY HEART 비가 내리던 그 어느날（作詞 2011年5月 LET IT GO）
- I'M BROKEN（作詞 2011年5月 LET IT GO）
- Crying（作詞 2012年5月 Crying）

## フィーチャリング

### 韓国
- MY LOVE (2011年9月 Song by キム・ギュジョン）

## 出演作品

### ミュージカル
- 삼총사（2011年11月3日～2011年12月18日、2011年12月23日～2011年12月28日）主人公：ダルタニャン役
- Summer Snow（2013年4月12日～2013年4月19日、2013年5月31日～2013年6月15日）ソ・ユンジェ役
- All Shook Up（2017年11月24日～2018年2月11日）エルヴィス・プレスリー役

### シットコム
- 선녀가 필요해（KBS22012年2月～）ホ・ヨンセン（芸名カキ）役